# 平光淳之助
平光 淳之助（ひらみつ じゅんのすけ、1923年〈大正12年〉4月10日 - 2017年〈平成29年〉3月17日 ）は、フリーアナウンサーで、元NHKアナウンサー。本名同じ。

## 来歴
東京府出身。旧制青山学院高等部卒業、青山学院大学文学部英米文学科出身。三菱商事、リーダーズ・ダイジェスト社を経て1951年にNHK入局。秋田放送局、仙台放送局を経て1954年から東京勤務。1959年には皇太子明仁親王と美智子妃の御成婚パレードの実況放送を担当。1960年からワシントンVOA局に日本語放送アナウンサーとして派遣、1962年に帰国。1981年にNHK退職後はテレビ東京（1981年9月まで「東京12チャンネル」）の局契約を経てフリー。

## 担当番組

### NHK時代
主にニュース、ドラマ・ドキュメンタリーのナレーションを中心に様々な番組を担当。19時の全国ニュースを担当するなど、エース格のアナウンサーである。以下は主なもの。
- 日本の素顔（ドキュメンタリー）
- 現代の記録
- あすへの記録
- NHK特派員報告
- 海外取材番組
- NHK特集
- 新日本紀行

1959年11月放送、第99集「奇病のかげに」（構成　小倉一郎）も平光による語りである。
- あかつき（ナレーター）1963年4月1日 - 1964年4月4日
- 太閤記（ナレーター）1965年1月3日 - 12月26日
- NHKニュース（正午）1979年4月2日 - 1980年3月30日
- NHKニュース (午後7時)（金・土曜）1972年4月7日 - 1980年3月29日

### 東京12ch→テレビ東京時代
- 平光淳之助のひるワイド
  - 2時の家庭百貨 1981年4月6日 - 6月ごろ
  - いきいき2時  1981年7月7日 -

### フリー転向後
- メガTONニュースTODAY（メインキャスター）テレビ東京、1983年3月 - 1985年9月
- 私の履歴書（ナレーター）テレビ東京
- 松本清張の西海道談綺（ナレーター）フジテレビ、1983年9月20日

## 映画
- 黒部の太陽（ナレーター）石原プロ、三船プロ、日活
- 連合艦隊（ナレーター）東宝
- 小説吉田学校（ナレーター）東宝
- 海と毒薬（ナレーター）日本ヘラルド